# Harfa birmańska (film 1956)
Harfa birmańska (jap. ビルマの竪琴 Biruma-no tategoto) – japoński film wojenny z 1956 roku w reżyserii Kona Ichikawy, na podstawie opowiadania Michio Takeyamy pod tym samym tytułem. Zaliczany do czołowych filmów antywojennych w historii kina światowego.
W 1956 film stał się oficjalnym japońskim kandydatem do rywalizacji o 29. rozdanie Oscara w kategorii filmu nieanglojęzycznego.

## Opis fabuły
Połowa 1945 roku, koniec wojny na Pacyfiku, Birma. Młody, japoński żołnierz Mizushima jest bardzo lubianym kolegą. Jego umiejętność gry na lokalnym instrumencie (saungu) nie tylko umila życie towarzyszom, ale również jest często sygnałem, ostrzegającym np. o grożącym niebezpieczeństwie.
Po kapitulacji cesarstwa oddział Mizushimy idzie do niewoli, a on sam jako ochotnik zostaje wysłany w góry do walczącego w grocie oddziału japońskiego z wieścią o ustaniu walk. Fanatyczni obrońcy odrzucają propozycję, a po ataku Brytyjczyków, tylko on, ciężko ranny pozostaje przy życiu.
Wyleczony przez buddyjskiego mnicha, podejmuje w przebraniu swojego wybawcy wędrówkę przez Birmę celem dołączenia do swojego oddziału. Po drodze, napotykając liczne trupy poległych japońskich żołnierzy, oddaje im ostatnią posługę pochówku poprzez kremację. Czynność ta oraz napotykane po drodze zniszczenia wojenne i ludzka niedola zmieniają go wewnętrznie. Kiedy w końcu dociera do towarzyszy, nie przyłącza się do nich, lecz postanawia pozostać w Birmie jako buddyjski mnich. W jednej z ostatnich scen, mającej rangę symbolu, pojawia się pod drutami obozu, aby ostatni raz zagrać swoim towarzyszom na harfie, z którą nigdy się nie rozstał. Film o głębokim pacyfistycznym przesłaniu.

## O filmie
Uważany jest za najlepszy obraz Ichikawy i w wielu recenzjach określany po prostu jako piękny. Jeden z pierwszych, który pokazywał Japończyków również jako ofiary wojny. W Stanach Zjednoczonych został pokazany po raz pierwszy dopiero po jedenastu latach od światowej premiery.
W roku 1995, z okazji stulecia narodzin kina, film znalazł się na watykańskiej liście 45 filmów fabularnych, które propagują szczególne wartości religijne, moralne lub artystyczne.
W 1985 Ichikawa nakręcił remake filmu pod tym samym tytułem.

## Główne role
- Shoji Yasui – Yasuhiko Mizushima
- Rentaro Mikuni – kpt. Inouye
- Jun Hamamura – Ito
- Taketoshi Naito – Kobayashi
- Tanie Kitabayashi – staruszka
- Shunji Kasuga – Maki
- Yunosuke Ito – sołtys
- Tatsuya Mihashi – dowódca oddziału w grocie
- Hiroshi Hijikata – Okade
- Akira Nishimura – Baba